# Emojito!
Emojito! ist ein Kinder- und Partyspiel des litauischen Spieleautors Urtis Šulinskas, das sowohl kooperativ miteinander wie auch einzeln oder in Teams gegeneinander gespielt werden kann. In dem Spiel müssen die Mitspieler jeweils Emotionen mimisch, also über den Gesichtsausdruck, oder akustisch über ein entsprechendes Geräusch darstellen, die durch Karten mit Tiermotiven vorgegeben werden und von den anderen Mitspielern erraten werden müssen. Das Spiel für zwei bis 14 Spieler ab sieben Jahren dauert etwa 20 Minuten pro Runde. Es ist im Jahr 2016 bei dem griechischen Verlag Desyllas Games sowie ein Jahr später auf Deutsch bei HUCH! erschienen. 2018 wurde das Spiel für das Kinderspiel des Jahres nominiert.

## Thema und Ausstattung
Bei dem Spiel geht es darum, dass jeweils ein Mitspieler eine auf einer Karte dargestellte Emotion mimisch oder über ein zur Emotion passendes Geräusch darstellen muss. Die anderen Mitspieler müssen aus einer Auslage die dargestellte Emotion der richtigen Karte zuordnen und können so Punkte machen.
Das Spielmaterial besteht neben einer Spieleanleitung aus:
- ein siebeneckiger Spielplan mit sieben Feldern, an den Karten angelegt werden können,
- 100 Karten mit Emotionsdarstellungen,
- sieben Wählscheiben, auf denen Zahlen von 1 bis 7 eingestellt werden können, und
- 7 Punktemarker.

## Spielweise
Das Spiel Emojito! kann sowohl als Spiel, bei dem alle Spieler gemeinsam gegen das Spiel spielen, wie auch einzeln oder in Teams gegeneinander gespielt werden. Die Grundregeln und die Spielmechanik der verschiedenen Spielweise ist dabei ähnlich.

### Spielvorbereitung
In allen Varianten wird zu Beginn das Spielbrett in der Tischmitte platziert. Auf die Linie zwischen den Feldern 1 und 7 (Start- und Ziellinie) werden Marker entsprechend der Anzahl der Spieler oder Teams gelegt, wobei im kooperativen Spiel alle Spieler gemeinsam ein Team spielen und als zweiter Spieler das Spiel selbst einen Marker bekommt. Jeder Spieler bekommt eine Wählscheibe, die Emotionskarten werden gemischt und als verdeckter Nachziehstapel neben den Spielplan gelegt.

### Kooperatives Spiel
Im Kooperativen Spiel können 2 bis 7 Spieler mitspielen. Es wird ein Spieler als Startspieler festgelegt, der eine Karte vom Nachziehstapel zieht und sich diese anschaut, ohne sie den Mitspielern zu zeigen. Das Spiel geht danach reihum im Uhrzeigersinn weiter, sodass jeder Spieler irgendwann auch Darsteller wird. Der Startspieler stellt seine Karte mit Hilfe eines Gesichtsausdrucks dar (Mimik), in späteren Runden wird die Art der Darstellung durch die Symbole des Spielplans vorgegeben, auf denen der eigene Marker steht; bei Geräuschen dürfen nur die Emotionen dargestellt werden, keine Tiergeräusche. Nachfolgend zieht er 6 weitere Karten vom Stapel und mischt die dargestellte Karte hinein. Alle sieben Karten werden offen an die sieben Seiten des Spielplans gelegt. Jeder Spieler außer dem Darsteller wählt nun auf seiner Wählscheibe geheim eine der Zahlen 1 bis 7 und rät damit, welche Karte dargestellt wurde. Der aktive Spieler stellt die Nummer ein, unter der die von ihm dargestellte Karte liegt. Alle Wählscheiben werden verdeckt auf den Tisch gelegt und wenn alle Karten liegen, werden sie aufgedeckt.
Nachdem alle Karten aufgedeckt wurden, erfolgt die Wertung: Der Marker des Spielerteams wird um die Anzahl der korrekten Karten vorgezogen, der Marker des Spiels rückt um die Anzahl der Falschen Karten vor. Alle Karten werden auf den Ablagestapel gelegt. Immer, wenn ein Marker die Ziellinie überschreitet, bekommt das entsprechende Team eine Karte vom Ablagestapel als Trophäe. Das Spiel endet, wenn eine vorher verinbahrte Anzahl Trophäen von den Spielern oder dem Spiel gewonnen wurde. Die Spieler gewinnen das Spiel, wenn sie mehr Trophäen als das Spiel erhalten haben, bei einem Gleichstand (weil beide Parteien in der letzten gespielten Runde die Zielanzahl erreicht haben) gewinnt die Partei, die auf dem Spielfeld weiter vorn liegt. Liegen beide Marker auf dem gleichen Feld, hat das Team verloren.

### Regelvarianten im kooperativen Spiel
Im kooperativen Spiel können verschiedene Regeln eingeführt werden, um das Spiel zu modifizieren. Um das Gewinnen schwerer zu machen, kann man den Marker für das Spiel für jede falsche Antwort jeweils zwei oder sogar drei Felder vorziehen lassen.
In der Variante „Geheime Nachricht“ erfolgt die Darstellung wie bei der Stillen Post: Der Darsteller stellt die Emotion nur seinem linken Nachbarn vor, der gibt diese an seinen linken Nachbarn weiter usw. Während der Darstellungen schließen alle anderen Spieler die Augen. Anders als im Grundspiel werden keine Geräusche zur Darstellung genutzt. Am Ende müssen wieder alle Spieler die richtige Karte aus der Auslage erraten.

### Jeder gegen Jeden
In der Variante „Jeder gegen Jeden“ spielt jeder Spieler für sich selbst und bekommt entsprechend einen eigenen Spielmarker, der auf den Spielplan gelegt wird. Das Spiel wird wie in der kooperativen Version gespielt. Der jeweils aktive Spieler bekommt allerdings pro richtiger Antwort seiner Gegner 2 Punkte (bis maximal 6) und jeder Spieler für eine korrekte Antwort 3 Punkte. Auch hier bekommt jeder Spieler jeweils eine Trophäe, wenn sein Marker die Ziellinie überschreitet.
Zusätzlich zu den normalen Regeln gibt es in „Jeder gegen Jeden“ eine Sonderaktion, den jeweils führenden Mitspieler herauszufordern. Ein Spieler, der die Sonderaktion durchführen möchte, muss mindestens eine Trophäenkarte besitzen und darf in der laufenden Runde nicht darstellender Spieler sein. Um eine Herausforderung auszusprechen, müssen die herausfordernden Spieler dies anmelden, nachdem der Darsteller die Emotion dargestellt hat, aber bevor er die sieben Karten auslegt. Der oder die Herausforderer dreht bzw. drehen eine seiner Trophäenkarten um, die dann nicht mehr als Trophäe gilt. Rät der herausgeforderte Spieler in der folgenden Wertung falsch und mindestens ein Herausforderer richtig, muss er drei Felder zurückgehen und gegebenenfalls eine Trophäe abgeben, wenn er die Ziellinie rückwärts überschreitet. Die Herausforderer, die korrekt raten, ziehen drei Felder vor. Wenn mehrere Spieler gemeinsam führen, können sie alle von einem oder mehreren Herausforderern gleichzeitig herausgefordert werden.
Das Spiel endet in dieser Version, wenn ein Spieler am Ende einer Runde mindestens 5 Trophäen gesammelt hat. Der Spieler mit den meisten Trophäen gewinnt und bei einem Gleichstand gewinnt der Spieler, dessen Marker am weitesten vorn liegt. Gibt es auch hier einen Gleichstand, gewinnen mehrere Spieler das Spiel.

### Teamspiel
Auch im Teamspiel entsprechend die Grundregeln denen des kooperativen Spiels. In dieser Version bilden immer zwei Spieler ein Team und jedes Team erhält eine Wählscheibe und einen Marker. In jeder Runde wird ein aktiver Spieler des Teams bestimmt, der in der nächsten Runde wechselt. Im Teamspiel werden Emotionen nur durch den Gesichtsausdruck dargestellt, die Geräuschsymbole auf dem Spielplan werden entsprechend ignoriert. Alle darstellenden Partner der Teams nehmen jeweils eine Karte und stellen diese ihrem Gegenüber mimisch dar, danach werden von einem Spieler alle dargestellten Karten eingesammelt und mit Karten aus dem Nachziehstapel bis auf 7 aufgefüllt, gemischt und ausgelegt. Alle ratenden Spieler müssen nun erraten, welche Karte ihr Teampartner dargestellt hat. Sie stellen ihre Wählscheibe entsprechend ein und drehen sie um. Reihum gegen die darstellenden Spieler bekannt, welche Karte sie dargestellt haben und das Ergebnis wird mit dem Tipp ihrer Mitspieler verglichen. Für eine richtige Antwort erhält das Team 2 Punkte und zieht entsprechend auf dem Spielplan vor, wie im Grundspiel erhält ein Team für jedes Überschreiten der Ziellinie eine Trophäe.
Das Teamspiel endet, wenn ein Team am Ende einer Runde mindestens 3 Trophäen gesammelt hat. Der Spieler mit den meisten Trophäen gewinnt und bei einem Gleichstand gewinnt der Spieler, dessen Marker am weitesten vorn liegt. Gibt es auch hier einen Gleichstand, spielen die verbleibenden Teams weiter, bis es einen eindeutigen Gewinner gibt.

## Rezeption und Erweiterungen
Das Spiel wurde von dem litauischen Spieleautor Urtis Šulinskas entwickelt und ist im Jahr 2016 bei dem griechischen Verlag Desyllas Games in einer multilingualen und einer griechischen Version veröffentlicht. Auf Deutsch erschien das Spiel zur Nürnberger Spielwarenmesse 2017 bei HUCH! und 2018 erschien zudem eine englische Version bei Tactic.
Im Mai 2018 wurde das Spiel neben den Spielen Funkelschatz und Panic Mansion für das Kinderspiel des Jahres nominiert. Die Jury kommentierte das Spiel und die Entscheidung wie folgt:

„Der Autor Urtis Šulinskas hat ganz viel Gefühl in dieses kindgerechte Partyspiel gepackt. Die genialen Illustrationen von Tony Tzanoukakis erzählen zu jedem einzelnen eine kleine Geschichte. In welcher der Spielvarianten auch immer: Es schult das Mitgefühl und Einfühlungsvermögen. Und am Ende bleiben Jubel, Trubel, Heiterkeit.“

## Belege
1. 1 2  Emojito!, Versionen bei BoardGameGeek. Abgerufen am 1. Juni 2018.
2. 1 2 3 4 5 6 7 8 9 10 11  Spieleanleitung Emojito; abgerufen am 14. September 2021
3. ↑  Emojito! auf der Website des Spiel des Jahres e.V.; abgerufen am 2. Juni 2018